# Уралмашевская организованная преступная группировка

Могила и бюсты Г. Цыганова, С. Иванникова и А. Хабарова на Северном кладбище Екатеринбурга

Могилы членов ОПГ на Северном кладбище

Уралмашевская преступная группировка (также известна как ОПС «Уралмаш», в оригинале: Общественно-политический союз «Уралмаш») — организованное преступное сообщество, возникшее в 1989 году в городе Свердловске (ныне — Екатеринбург).

## История создания
Организованная преступная группировка «Уралмаш» была создана в Орджоникидзевском районе города Свердловска, где был расположен завод-гигант «Уралмаш». Основателями группировки считаются братья Григорий и Константин Цыгановы. В ближайшее окружение входили: Сергей Терентьев, Олег Исаков, Владислав Костарев, Павел Федулёв, Александр Хабаров, Олег Почивалов, Сергей Курдюмов (бригадир киллеров «Уралмаша»), Сергей Воробьёв, Александр Крук, Андрей Панпурин, Андрей Андреев, Игорь Маевский, Сергей Бежаев, Валерий Жуков.
В 1991 году начинается криминальная война между «Уралмашевскими» и «Центровыми». 16 июня 1991 года киллер по заказу Олега Вагина, лидера «Центровых», убивает Григория Цыганова и новым лидером группировки становится его старший брат Константин. К декабрю 1993 года (после гибели в Будапеште лидера «Центровых» Широкова) «Уралмаш» становится мощнейшей преступной группировкой Екатеринбурга. В 1994 году Константина Цыганова задерживают и отправляют в СИЗО, но уже через месяц отпускают под залог, К. Цыганов бежит за границу. После этого руководство в «Уралмаше» переходит к Александру Хабарову.
Первые политические манёвры с участием «уралмашевских» состоялись в 1995 году, когда они помогали переизбраться губернатору области Эдуарду Росселю, а также год спустя — во время президентских выборов. Александр Хабаров тогда организовал «Движение рабочих в поддержку Бориса Ельцина». В 1999 году Александр Хабаров официально регистрирует ОПС (Общественно-политический союз) «Уралмаш». Аббревиатура нового объединения расшифровывалась многими как «организованное преступное сообщество».
В 2001 году ОПГ «Уралмаш» переходит от рэкета и вымогательства к рейдерству. 21 ноября 2001 года боевики ОПГ «Уралмаш» под предводительством лидеров Александра Хабарова, Александра Куковякина и Олега Почивалова захватывает Салдинский металлургический завод. Хабаров назначает себя директором СМЗ по экономике и финансам, Олег Почивалов становится коммерческим директором предприятия. Рейдерское соглашение впервые в истории современной России оформляется письменным договором Хабаров — Почивалов. В 2002 году Александр Хабаров с большим отрывом избирается депутатом Екатеринбургской городской думы.
В 2004 году держатель «общака» Константин Цыганов, который находился в Болгарии, объявил своим товарищам, что это больше не общие, а его личные деньги. Это нанесло «уралмашевцам» сильный моральный удар, однако предложение наказать Цыганова было отклонено — за былые заслуги и из уважения к его покойному брату.
15 сентября 2004 года в Екатеринбурге прошла сходка криминальных авторитетов, которую провёл Александр Хабаров. На этой сходке Александр Хабаров заявил, что не допустит прихода в Екатеринбург кавказских криминальных авторитетов под предводительством «вора в законе», езида по национальности Аслана Усояна. 15 декабря 2004 года Александр Хабаров был арестован и помещён в СИЗО, ему было предъявлено обвинение по статье 179 УК РФ («Принуждение к совершению сделки или отказу от её совершения»). 27 января 2005 года Александр Хабаров был найден повешенным в камере СИЗО (по официальным данным — покончил жизнь самоубийством, что оспаривается членами ОПС).
После гибели Александра Хабарова уралмашевское преступное сообщество как единая структура перестало существовать, оставшиеся в живых представители сегодня ведут легальный бизнес. Бежавший в ОАЭ один из лидеров Александр Куковякин в 2015 году был экстрадирован в Россию и предстал перед судом по обвинению в неправомерных действиях при банкротстве и невыплате зарплаты.